# Гай Атилий Регул Серран
Гай Атилий Регул Серран (лат. Gaius Atilius Regulus Serranus; умер после 250 года до н. э.) — римский военачальник и политический деятель из плебейского рода Атилиев, консул 257 и 250 годов до н. э. Командовал армией и флотом во время Первой Пунической войны.

## Происхождение
Гай Атилий принадлежал к плебейскому роду, происходившему из Кампании и находившемуся в союзе с патрицианским родом Фабиев. Согласно Зонаре, Серран был братом Марка Атилия Регула, погибшего в карфагенском плену; но последнего Капитолийские фасты называют сыном Марка, внуком Луция, тогда как Гай Атилий был сыном Марка, внуком Марка.
Гай Атилий был первым в своём роду носителем родового прозвища Серран. Вначале этот когномен связывали с названием города Сарран в Умбрии, но позже его переосмыслили как сеятель (Serranus). Сохранился рассказ о том, что послы сената, прибывшие сообщить Гаю Атилию о его избрании консулом, застали его на поле, разбрасывающим семена.

## Биография
Первые упоминания о Гае Атилии в сохранившихся источниках относятся к 257 году до н. э., когда он стал консулом. Его коллегой был патриций Гней Корнелий Блазион. В это время шла первая война Рима с Карфагеном, и Регул Серран возглавил флот в этой войне. У города Тиндарида на северном побережье Сицилии произошло морское сражение: Гай Атилий атаковал противника, когда тот проплывал мимо без какого-либо видимого порядка. Карфагеняне вовремя заметили грозящую им опасность, перестроились и разгромили римский авангард, так что консульский корабль был вынужден спасаться бегством. За этим последовал бой между основными силами, в котором перевес был на стороне римлян. В результате победу приписывали себе обе стороны.
Орозий сообщает о некоем Атилии, который «разорил» Липару и Мелиту. Предположительно речь именно о Регуле Серране и кампании 257 года до н. э. По возвращении в Рим Гай Атилий был удостоен за свои успехи триумфа.
В 250 году до н. э. Регул Серран получил второй консулат; его коллегой был патриций Луций Манлий Вульсон Лонг. Консулы высадились с армией в Сицилии и осадили Лилибей — один из последних опорных пунктов карфагенян на этом острове. Город очень энергично оборонялся; несмотря на блокаду, в гавань смогла прорваться карфагенская эскадра с 10-тысячным корпусом на борту. В последовавшем за этим крупномасштабном сражении под городскими стенами ни одна из сторон не смогла добиться преимущества, но карфагеняне всё же отступили. Позже, воспользовавшись непогодой, осаждённые сожгли осадные машины римлян, так что Вульсону и Регулу пришлось отказаться от попыток взять город штурмом. Осада Лилибея продолжалась и после истечения срока их полномочий.
После 250 года до н. э. Гай Атилий уже не упоминается в источниках.